# Tần Linh công
Tần Linh công (chữ Hán: 秦灵公, trị vì: 424 TCN – 415 TCN), tên thật là Doanh Túc (嬴肅), là vị vua thứ 25 của nước Tần - chư hầu nhà Chu trong lịch sử Trung Quốc.
Tần Linh công là cháu nội Tần Hoài công, vua thứ 24 của nước Tần. Do cha ông là Doanh Chiêu tử mất sớm nên năm 425 TCN, ông nội Tần Hoài công tự sát, người nước Tần tôn lập ông lên kế vị, tức Tần Linh công.
Năm 422 TCN, nước Tần làm lễ tế Hoàng Đế và Viêm Đế ở Ngô Dương.
Năm 419 TCN, nước Tần xây thành Thiếu Lương, bị quân nước Tấn đến phá.
Năm 415 TCN, Tần Linh công qua đời. Ông ở ngôi được 11 năm. Con ông là Doanh Sư Thấp còn nhỏ tuổi nên người nước Tần lập con thứ của Tần Hoài công, tức chú của Linh công là Doanh Điệu Tử lên làm vua, tức là Tần Giản công, còn Sư Thấp bị đuổi sang Tấn.